# Georg von Kanitz
Georg Karl Elias comte von Kanitz (né le 6 septembre 1842 à Podangen et mort le 3 janvier 1922 à Berlin) est maréchal de la cour et député du Reichstag.

## Biographie
Le comte von Kanitz (de) - un frère cadet du parlementaire bien connu Hans von Kanitz et second fils du directeur général régional de Prusse-Orientale, député de la Chambre des représentants de Prusse et plus tard de la chambre des seigneurs de Prusse (1868-1877), Emil Carl Ferdinand comte von Kanitz (1807-1877) et Charlotte von Sydow (de) (1820-1868) de la branche de Stolzenfelde, Nouvelle-Marche - étudie à l'école de l'abbaye de Roßleben et étudie le droit et la cameralia aux universités de Heidelberg et de Berlin. À Heidelberg, il est membre du Corps Saxo-Borussia.
Lieutenant dans le 1er régiment de dragons de la Garde puis dans le 3e régiment de hussards, il participe aux guerres de 1866 et 70/71 et quitte le service militaire avec le grade de major. Il a pourtant déjà servi comme aide de camp du général prince Frédéric-Charles de Prusse.
Kanitz est , depuis le 22 avril 1870, maréchal de la cour du prince Frédéric-Charles de Prusse, avec attribution de la dignité de chambellan, et, après la mort de ce dernier (1885), maréchal de la cour de son fils, le prince Frédéric-Léopold de Prusse. Le 19 mars 1886, il est nommé maître de cérémonie et - tout en étant déchargé de cette fonction - le 12 juin 1889, il reçoit le rang de "Vice-Ober-Hofcharge". Selon le manuel de la cour de 1914, Kanitz fait partie de la cour de l'empereur Guillaume II à la cour prusso-allemande en tant que l'un des plus hauts chargés de cour et occupait, en tant que chambellan royal prussien, les postes de chambellan en chef et de vice-maître des cérémonies. À ce titre, il est membre du Bureau de la Haute Cérémonie, porte le titre de conseiller privé réel (Excellence) et est en même temps directeur du Ministère de la Maison royale. Kanitz est président de la commission générale des affaires des ordres royaux de Prusse.
De 1893 jusqu'à sa démission le 14 mars 1894, il est député du Reichstag allemand pour la 7e circonscription de Marienwerder (Schlochau, Flatow (de)) avec le Parti conservateur allemand.

## Famille
Kanitz se marie le 11 juillet 1870 avec Helene Boniface Pauline Luise comtesse de Hatzfeldt-Trachenberg (née le 11 juillet 1847 à Paris et morte le 12 février 1931 à Nice), fille du vrai conseiller privé et envoyé prussien Maximilian von Hatzfeldt-Trachenberg et de Pauline comtesse de Castellane, le mariage prend fin avec le divorce le 18 août 1884. Le couple a un fils, Friedrich Karl Maximilian Paul Emil Ludwig Georg comte von Kanitz (né le 28 novembre 1871 et mort le 21 septembre 1945) et trois filles :
- Gisela Elisabeth Cordelia Maria Charlotte Maximiliane Rahel Josepha (née le 13 août 1873 et morte le 6 février 1957) mariée en 1892 avec le comte Friedrich von Pourtales (de), seigneur de Schwechow
- Vera Maria Elisabeth Marequita Maximiliane Charlotte Luise (née le 15 mars 1875 et morte le 3 juillet 1962) mariée en 1895 avec le comte Viktor Henckel von Donnersmarck (de) (1854–1916)
- Irma Elisabeth Agnès Margit Dolly Maximiliane Charlotte (née le 12 janvier 1877 et morte le 6 juillet 1968) mariée en 1907 avec le comte Friedrich zu Pappenheim (1863–1926)